# 雷纳尔多·巴尔克曼
連拿度·巴克文（西班牙語：Renaldo Balkman，1984年7月14日—），生於美國史丹頓島，波多黎各籃球運動員，司職中鋒。

## 早年生活
巴克文生於美國史丹頓島，在入讀勞林堡學院前，他曾在佛羅里達州布雷登頓的IMG學院學習，在勞林堡學院期間，他帶領校隊取得40-2的戰績和全國排名第一的學校排名。

## 大學生涯
巴克文在勞林堡學院是一位知名的球員，但他在2002年被南卡羅萊納大學的主教練戴夫奧當發現其潛質，在2005/06的大學籃球賽季，他帶領校隊憑兩戰兩勝的戰績奪得佛羅里達州的全國冠軍，他還是2006年NIT最有價值球員，場均可得9.6分，6.3個籃板，1.9個助攻，1.7次抄截和1.3個封阻，而他在該賽季的亮點是在2006年2月14日以67-56擊敗阿拉巴馬州的比賽中，15射11中獲得28分，16籃板，4次抄截和全隊最高的2個封阻。

## 球員生涯
在2006年的NBA選秀中，巴克文在第1輪第20順位被紐約人選中，在巴克文的首個NBA賽季，他在68場比賽中場均15.6分，4.9個分和4.3個籃板，並四度錄得雙雙的成績，特別是在防守方面，他被安排出任由得分後衛到中鋒等多個位置，儘管他因外線投射不佳而受到批評，但他還以每48分鐘錄得偷球加封阻的成績領先全聯盟的新秀，可是他在2007/08賽季的數據大幅下降，在65場比賽中場均14.6分鐘，3.4分和3.3個籃板。

## 國際賽生涯
在多明尼加舉行的2010年中美洲錦標賽中，巴克文錄得全隊最高的8個籃板，協助波多黎各國家隊以89-80擊敗多明尼加奪得金牌，在波多黎各馬亞圭斯舉行的2010年中美洲和加勒比運動會中，他協助波多黎各以82-77擊敗墨西哥奪得金牌，在墨西哥瓜達拉哈拉舉行的2011泛美運動會中，巴克文錄得28分和12個籃板，協助波多黎各以74-72擊敗墨西哥奪得金牌，在2013年國際籃聯美洲錦標賽中，巴克文帶領國家隊奪得銀牌和被挑選中全錦標賽團隊。

## 外部連結
- 雷纳尔多·巴尔克曼在fiba.basketball（英语）
- 雷纳尔多·巴尔克曼在archive.fiba.com（archived）（英语）
- 雷纳尔多·巴尔克曼在NBA（英语）
- 雷纳尔多·巴尔克曼在Basketball-Reference.com（NBA）（英语）
- 雷纳尔多·巴尔克曼在Basketball-Reference.com（NBA G聯盟）（英语）
- 雷纳尔多·巴尔克曼在Basketball-Reference.com（國際）（英语）
- 雷纳尔多·巴尔克曼在Sports-Reference.com（NCAA）（英语）
- 雷纳尔多·巴尔克曼在Eurobasket.com（球員）（英语）
- 雷纳尔多·巴尔克曼在RealGM（英语）
- 雷纳尔多·巴尔克曼在Proballers（英语）
- 雷纳尔多·巴尔克曼在Flashscore（英语）